# Нуттапонг Кетін
Нуттапонг Кетін (нар. 24 вересня 1992) — таїландський плавець.
Учасник Олімпійських Ігор 2012 року.